# Liste der Staatsoberhäupter 1886
Übersicht
◄◄ | ◄ | 1882 | 1883 | 1884 | 1885 | Liste der Staatsoberhäupter 1886 | 1887 | 1888 | 1889 | 1890 | ► | ►►

Weitere Ereignisse

## Afrika
- Ägypten (Teil des Osmanischen Reichs)
  - Khedive: Tawfiq (1879–1892)

- Äthiopien
  - Kaiser: Yohannes IV. (1871–1889)

- Buganda
  - Kabaka: Mwanga II. (1884–1888, 1889–1897)

- Bunyoro
  - Omukama: Kabalega (1869–1898)

- Burundi
  - Staatsoberhaupt: König Mwezi IV. Gisabo (1852–1908)

- Dahomey
  - König: Glélé (1856–1889)

- Liberia
  - Staatsoberhaupt: Präsident Hilary R. W. Johnson (1884–1892)

- Marokko
  - Staatsoberhaupt: Sultan Mulai al-Hassan I (1873–1894)

- Ruanda
  - Staatsoberhaupt: König Kigeri IV. (1853–1895)

- Kalifat von Sokoto
  - Staatsoberhaupt: Kalif Umaru bin Ali (1881–1891)

- Südafrikanische Republik
  - Staats- und Regierungschef: Präsident Paul Kruger (1883–1900)

- Sudan
  - Kalif: Abdallahi ibn Muhammad (1846–1899)

- Zulu
  - König: Dinizulu ka Cetshwayo (1884–1913)

## Amerika

### Nordamerika
- Kanada
  - Staatsoberhaupt: Königin: Victoria (1867–1901)
    - Generalgouverneur: Henry Petty-FitzMaurice, 5. Marquess of Lansdowne (1883–1888)

  - Regierungschef: Premierminister: John A. Macdonald (1867–1873, 1878–1891)

- Mexiko
  - Staats- und Regierungschef: Präsident: Porfirio Díaz (1876, 1877–1880, 1884–1911)

- Vereinigte Staaten von Amerika
  - Staats- und Regierungschef: Präsident: Präsident: Grover Cleveland (1885–1889, 1893–1897)

### Mittelamerika
- Costa Rica
  - Staats- und Regierungschef: Präsident Bernardo Soto Alfaro (1885–1890)

- Dominikanische Republik
  - Staats- und Regierungschef: Präsident: Alejandro Woss y Gil (1885–1887, 1903)

- El Salvador
  - Staats- und Regierungschef: Präsident Francisco Menéndez (1885–1890)

- Guatemala
  - Staats- und Regierungschef: Präsident Manuel Lisandro Barillas (1885–1892)

- Haiti
  - Staats- und Regierungschef: Präsident Lysius Salomon (1879–1888)

- Honduras
  - Staats- und Regierungschef: Präsident Luis Bográn Barahona (1883–1891)

- Nicaragua
  - Staats- und Regierungschef: Präsident Adán Cárdenas (1883–1887)

### Südamerika
- Argentinien
  - Staats- und Regierungschef:
    - Präsident: Julio Argentino Roca (1880–12. Oktober 1886, 1898–1904)
    - Präsident: Miguel Juárez Celman (12. Oktober 1886–1890)

- Bolivien
  - Staats- und Regierungschef: Präsident: Gregorio Pacheco (1884–1888)

- Brasilien
  - Herrscher: Kaiser: Peter II. (1831–1889)

- Chile
  - Staats- und Regierungschef:
    - Präsident: Domingo Santa María (1881–1886)
    - Präsident: José Manuel Balmaceda (1886–1891)

- Ecuador
  - Staats- und Regierungschef: Präsident José Plácido Caamaño (1883–1888)

- Kolumbien
  - Staats- und Regierungschef:
    - Präsident Rafael Núñez (1880–1882, 1884–1. April 1886, 1892–1894)
    - (provisorisch) José María Campo Serrano (1886)
    - (amtierend) Vizepräsident Eliseo Payán (1886–1887)

- Paraguay
  - Staats- und Regierungschef:
    - Präsident Bernardino Caballero (1881–25. November 1886)
    - Präsident Patricio Escobar (25. November 1886–1890)

- Peru
  - Staats- und Regierungschef:
    - (provisorisch) Antonio Arenas (1885–5. Juni 1886)
    - Präsident Andrés A. Cáceres Dorregaray (1883–1885, 5. Juni 1886–1890)

- Uruguay
  - Staats- und Regierungschef:
    - Präsident Máximo Santos (1882–1. März 1886)
    - Präsident Francisco Antonio Vidal (1. März–24. Mai 1886)
    - (amtierend) Máximo Santos (24. Mai–18. November 1886)
    - (provisorisch) Máximo Tajes (18. November 1886–1890)

- Venezuela
  - Staats- und Regierungschef:
    - Präsident Joaquín Crespo (1884–1886, 1892–1898)
    - Präsident Antonio Guzmán Blanco (1870–1884, 1886–1888)

## Asien
- Abu Dhabi
  - Staatsoberhaupt: Emir Zayed I. (1855–1909)

- Adschman
  - Scheich: Raschid II. (1872–1891)

- Afghanistan
  - Staatsoberhaupt: Emir Abdur Rahman Khan (1880–1901)

- Bahrain
  - Staatsoberhaupt: Emir Isa I. (1869–1932)

- China (Qing-Dynastie)
  - Staatsoberhaupt: Kaiser Guangxu (1875–1908)

- Britisch-Indien
  - Staatsoberhaupt: Kaiserin: Victoria (1877–1901)
  - Vizekönig: Frederick Hamilton-Temple-Blackwood (1884–1888)

- Japan
  - Staatsoberhaupt: Kaiser Mutsuhito (1867–1912)
  - Regierungschef: Premierminister Itō Hirobumi (1885–1888, 1892–1896, 1898)

- Korea
  - Staatsoberhaupt: Kaiser Gojong (1864–1897)

- Kuwait:
  - Staatsoberhaupt: Emir Abdullah II. (1866–1892)

- Nepal
  - Staatsoberhaupt: König Prithvi (1881–1911)
  - Regierungschef: Ministerpräsident Bir Shamsher Jang Bahadur Rana (1885–1901)

- Oman
  - Staats- und Regierungschef: Sultan Turki ibn Said (1871–1888)

- Persien (Kadscharen-Dynastie)
  - Staatsoberhaupt: Schah Naser od-Din Schah (1848–1896)

- Thailand
  - Staatsoberhaupt: König von Thailand Chulalongkorn (1868–1910)

## Australien und Ozeanien
- Australien
  - Staatsoberhaupt: Königin Victoria (1837–1901)
  - New South Wales
    - Gouverneur: Charles Robert Wynn-Carington, 1. Marquess of Lincolnshire (1885–1890)
    - Premierminister:
      - John Robertson (1885–22. Februar 1886)
      - Patrick Jennings (26. Februar 1886–19. Januar 1887)

  - Queensland
    - Gouverneur: Sir Anthony Musgrave (1883–1888)
    - Premierminister: Samuel Griffith (1883–1888, 1890–1893)

  - South Australia
    - Gouverneur: Sir William Cleaver Francis Robinson (1883–1889)
    - Premierminister: John William Downer (1883–1887)

  - Tasmanien
    - Gouverneur: George Strahan (1881–20. Oktober 1886)
    - Regierungschef: Premierminister
      - Adye Douglas (1884–8. März 1886)
      - James Agnew (8. März 1886–1887)

  - Victoria
    - Gouverneur: Henry Loch (1884–1889)
    - Premierminister:
      - James Service (1883–18. Februar 1886)
      - Duncan Gillies (18. Februar 1886–1890)
      - James Munro (5. November 1890–1892)

  - Western Australia
    - Gouverneur: Frederick Broome (1883–1889)
    - Premierminister: Sir John Forrest (1890–1901)

- Hawaii
  - Staatsoberhaupt: König David Kalākaua (1874–1891)

- Neuseeland
  - Staatsoberhaupt: Königin Victoria (1837–1901)
  - Gouverneur: William Jervois (1883–1889)
  - Regierungschef: Premierminister Sir Robert Stout (1884–1887)

- Tonga
  - Staatsoberhaupt: König George Tupou I. (1875–1893)

## Europa
- Andorra
  - Co-Fürsten:
    - Staatspräsident von Frankreich: Jules Grévy (1879–1887)
    - Bischof von Urgell: Salvador Casañas i Pagès (1879–1901)

- Belgien
  - Staatsoberhaupt: König Leopold II. (1865–1909)
  - Regierungschef: Ministerpräsident Auguste Beernaert (1884–1894)

- Bulgarien
  - Fürst: Alexander I. (1879–1886)

- Dänemark
  - Staatsoberhaupt: König: Christian IX. (1863–1906)
  - Regierungschef: Ministerpräsident Jacob Brønnum Scavenius Estrup (1875–1894)

- Deutsches Reich
  - Kaiser: Wilhelm I. (18. Januar 1871–1888)
    - Reichskanzler: Otto von Bismarck (1871–1890)

  - Anhalt
    - Herzog: Friedrich I. (1871–1904)
      - Staatsminister: Anton von Krosigk (1875–1892)

  - Baden
    - Großherzog: Friedrich I. (1856–1907)
      - Staatsminister: Ludwig Turban der Ältere (1876–1893)

  - Bayern
    - König: Ludwig II. (1864–1886)
    - König: Otto I. (1886–1913)
      - Regent: Prinzregent Luitpold (1886–1912)
        - Vorsitzender im Ministerrat: Johann Freiherr von Lutz (1880–1890)

  - Braunschweig
    - Regent: Prinz Albrecht von Preußen (1885–1906)

  - Bremen
    - Bürgermeister: Otto Gildemeister (1871–1875) (1882) (1884) (1886)

  - Reichsland Elsaß-Lothringen
    - Kaiserlicher Statthalter: Chlodwig Fürst zu Hohenlohe-Schillingsfürst (1885–1894)
    - Staatssekretär des Ministeriums für Elsaß-Lothringen: Karl von Hofmann (1880–1887)

  - Hamburg
    - Erster Bürgermeister: Carl Friedrich Petersen (1876–1877) (1880) (1883) (1886) (1889) (1892)

  - Hessen-Darmstadt
    - Großherzog: Ludwig IV. (1877–1892)
      - Präsident des Gesamtministeriums: Jakob Finger (1884–1898)

  - Lippe
    - Fürst: Woldemar (1875–1895)

  - Lübeck
    - Bürgermeister: Arthur Gustav Kulenkamp (1881–1882, 1885–1886, 1889–1890, 1893–1894)

  - Mecklenburg-Schwerin
    - Großherzog: Friedrich Franz III. (1883–1897)
      - Präsident des Staatsministeriums: Alexander von Bülow (1886–1901)

  - Mecklenburg-Strelitz
    - Großherzog: Friedrich Wilhelm (1860–1904)
      - Staatsminister: Friedrich von Dewitz (1885–1907)

  - Oldenburg
    - Großherzog: Nikolaus Friedrich Peter (1853–1900)
      - Staatsminister: Friedrich Andreas Ruhstrat (1876–1890)

  - Preußen
    - König: Wilhelm I. (1861–1888)
      - Ministerpräsident: Otto von Bismarck (1862–1873, 1873–1890)

  - Reuß ältere Linie
    - Fürst: Heinrich XXII. (1859–1902)

  - Reuß jüngere Linie
    - Fürst: Heinrich XIV. (1867–1913)

  - Sachsen
    - König: Albert (1873–1902)
      - Vorsitzender des Gesamtministeriums: Georg Friedrich Alfred Graf von Fabrice (1876–1891)

  - Sachsen-Altenburg
    - Herzog: Ernst I. (1853–1908)

  - Sachsen-Coburg und Gotha
    - Herzog: Ernst II. (1844–1893)
      - Staatsminister: Camillo von Seebach (1849–1888)

  - Herzogtum Sachsen-Meiningen
    - Herzog: Georg II. (1866–1914)

  - Sachsen-Weimar-Eisenach
    - Großherzog: Carl Alexander (1853–1901)

  - Schaumburg-Lippe
    - Fürst: Adolf I. Georg (1860–1893)

  - Schwarzburg-Rudolstadt
    - Fürst: Georg Albert (1869–1890)

  - Schwarzburg-Sondershausen
    - Fürst: Karl Günther (1880–1909)

  - Waldeck und Pyrmont (seit 1968 durch Preußen verwaltet)
    - Fürst: Georg Viktor (1845–1893)
    - Preußischer Landesdirektor: Ernst von Saldern (1885–1886)
    - Preußischer Landesdirektor: Johannes von Saldern (1886–1907)

  - Württemberg
    - König: Karl I. (1864–1891)
      - Präsident des Staatsministeriums: Hermann von Mittnacht (1876–1900)

- Frankreich
  - Staatsoberhaupt: Präsident: Jules Grévy (1879–1887)
  - Regierungschef:
    - Präsident des Ministerrates Henri Brisson (1885–7. Januar 1886, 1898)
    - Präsident des Ministerrates Charles de Freycinet (1879–1880, 1882, 7. Januar 1886–16. Dezember 1886, 1890–1892)
    - Präsident des Ministerrates René Goblet (1886–30. Mai 1887)

- Griechenland
  - Staatsoberhaupt: König: Georg I. (1863–1913)
  - Regierungschef:
    - Ministerpräsident Theodoros Deligiannis (1877–1878, 1885–12. Mai 1886, 1890–1892, 1895–1897, 1902–1903, 1904–1905)
    - Ministerpräsident Dimitrios Valvis (12. Mai 1886–21. Mai 1886)
    - Ministerpräsident Charilaos Trikoupis  (1875, 1877–1878, 1878, 1880, 1882–1885, 21. Mai 1886–1890, 1992–1993, 1893–1895)

- Italien
  - Staatsoberhaupt: König: Umberto I. (1878–1900)
  - Regierungschef: Ministerpräsident Agostino Depretis (1876–23. März 1878, 19. Dezember 1878–1879, 1881–1887)

- Luxemburg (1815–1890 Personalunion mit den Niederlanden)
  - Staatsoberhaupt: Großherzog: Wilhelm III. (1849–1890)
  - Regierungschef: Ministerpräsident Édouard Thilges (1885–1888)

- Monaco
  - Fürst Charles III. (1856–1889)

- Montenegro
  - Fürst: Nikola I. Petrović Njegoš (1860–1918) (ab 1910 König)

- Neutral-Moresnet
  - König von Belgien: Leopold II. (1865–1909)
  - König von Preußen: Wilhelm I. (1861–1888)

- Niederlande (1815–1890 Personalunion mit Luxemburg)
  - Staatsoberhaupt: König Wilhelm III. (1849–1890)
  - Regierungschef: Ministerpräsident Jan Heemskerk (1874–1877, 1883–1888)

- Norwegen (1814–1905 Personalunion mit Schweden)
  - Staatsoberhaupt: König Oskar II. (1872–1905)
  - Regierungschef: Ministerpräsident Johan Sverdrup (1884–1889)

- Osmanisches Reich:
  - Staatsoberhaupt: Sultan Abdülhamid II. (1876–1909)
  - Regierungschef: Großwesir Kıbrıslı Mehmed Kamil Pascha (1885–1891, 1895, 1908–1909, 1912–1913)

- Österreich-Ungarn
  - Staatsoberhaupt: Kaiser Franz Joseph I. (1848–1916)
  - Regierungschef von Cisleithanien:
    - Ministerpräsident Eduard Taaffe (1879–1893)

  - Regierungschef von Transleithanien:
    - Ministerpräsident Kálmán Tisza (1875–1890)

- Portugal
  - Staatsoberhaupt: König Ludwig I. (1861–1889)
  - Regierungschef:
    - Ministerpräsident António Maria de Fontes Pereira de Melo (1881–16. Februar 1886)
    - Ministerpräsident José Luciano de Castro Pereira Côrte-Real (16. Februar 1886–1890, 1897–1900, 1904–1906)

- Rumänien
  - Staatsoberhaupt: König Karl I. (1866–1914) (bis 1881 Fürst)
  - Regierungschef: Ministerpräsident Ion C. Brătianu (1868, 1876–1881, 1881–1888)

- Russland
  - Staats- und Regierungschef Kaiser Alexander III. (1881–1894)

- Schweden
  - Staatsoberhaupt: König Oskar II. (1872–1907) (1872–1905 König von Norwegen)
  - Regierungschef: Ministerpräsident Robert Themptander (1884–1888)

- Schweiz[1]
  - Bundespräsident Adolf Deucher (1886)
  - Bundesrat:
    - Karl Schenk (1864–1894)
    - Emil Welti (1867–1891)
    - Bernhard Hammer (1876–1890)
    - Numa Droz (1876–1892)
    - Wilhelm Hertenstein (1879–1888)
    - Louis Ruchonnet (1883–1891)
    - Adolf Deucher (1883–1912)

- Serbien
  - König: Milan Obrenović I. (1868–1889) (bis 1882 Fürst)

- Spanien
  - Staatsoberhaupt: König Alfons XIII. (17. Mai 1886–1931)
  - Regentin: Maria Christina (1885–1902)
  - Regierungschef: Ministerpräsident Práxedes Mateo Sagasta (1871–1872, 1874, 1881–1883, 1885–1890, 1892–1895, 1897–1899)

- Ungarn
  - Staatsoberhaupt: König Franz Joseph I. (1848–1916) (1848–1916 König von Böhmen, 1848–1916 Kaiser von Österreich)
  - Regierungschef: Ministerpräsident Kálmán Tisza (1875–1890)

- Vereinigtes Königreich
  - Staatsoberhaupt: Königin Victoria (1837–1901) (1877–1901 Kaiserin von Indien)
  - Regierungschef:
    - Premierminister Robert Gascoyne-Cecil, 3. Marquess of Salisbury (1885–1. Februar 1886, 1886–1892, 1895–1902)
    - Premierminister William Ewart Gladstone (1868–1874, 1880–1885, 1. Februar 1886–25. Juli 1886, 1892–1894)
    - Premierminister Robert Gascoyne-Cecil, 3. Marquess of Salisbury (1885–1886, 25. Juli 1886–1892, 1895–1902)